# Pyraminx
Pyraminxul este un puzzle tetraedric în stilul cubului Rubik. A fost inventat și patentat de către Uwe Mèffert înaintea cubului lui Ernő Rubik, și introdus de către Tomy Toys Japonia (la vremea aceea a 3-a cea mai mare companie de jucării din lume) în 1981. Meffert continuă vânzarea puzzle-ului în magazinul sau de jucării, Meffert's.

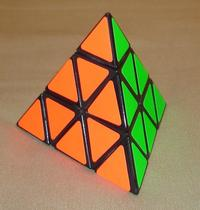
Pyraminx rezolvat

## Concepție și dezvoltare
Pyraminxul a fost conceput de Uwe Mèffert la sfârșitul anilor '70. În martie 1981 a obținut un patent european, designul fiind produs în Hong Kong. Totuși au existat mai multe versiuni ale puzzle-ului ce pot fi parțial procurate și astăzi. Nu toate au forma de piramidă, dar se bazează pe același mecanism și sunt fundamental identice. La fel există și un Master-Pyraminx, care are pe fiecare față 16 triunghiuri. Pe de altă parte, Pyraminxul se distinge de Pyramorphix, care deși seamănă cu o versiune mai mica cu 4 segmente per față, are un mecanism de rotire diferit, permițând schimbarea formei la rezolvare.
În 1981, Alexandr Ordîneț, inginer la Uzina de Tractoare din Chișinău, a inventat în mod independent acest puzzle. De aceea, astăzi Pyraminx mai este cunoscut în fostele țări URSS sub numele de "Piramida Moldovenească" (Молдавская Пирамидка).
Tetraminxul este o altă variantă a Pyraminxului, căreia îi lipsesc cele 4 vârfuri, gradul de dificultate în rezolvarea puzzle-ului rămânând neschimbat.

## Descriere

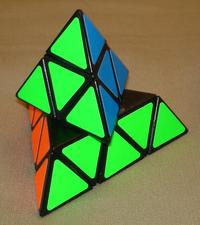
Pyraminxul în timpul unei răsuciri

Pyraminxul este un puzzle în formă de tetraedru. Fiecare dintre cele 4 fețe se compune din 9 segmente triunghiulare, putând fi răsucit de-a lungul secțiunilor pentru permutarea pieselor. Piesele axiale sunt octaedrice deși nu imediat evident, și se pot roti doar în jurul axei căreia sunt atașate. Cele 4 vârfuri împreună cu cele 4 piese corespunzătoare de mijloc și cele 6 piese de muchie constituie Pyraminxul. Dintre cele 14 piese mobile, doar 10 sunt relevante pentru rezolvare, întoarcerea vârfurilor nemodificând poziția celorlalte piese.

## Permutări și dificultate
Asemeni cubului Rubik, piesele din mijloc nu își modifică poziția una față de cealaltă, dar li se poate schimba orientarea. Neglijând vârfurile, există o limită maximă de 34 x 6! x 26 poziții. Condiționate de mecanism rămân doar un sfert, 34 x 6! x 24 = 933.120 accesibile. Astfel Pyraminxul prezintă un grad de dificultate mai scăzut decât cubul Rubik, chiar și cel 2x2x2 care are 3,6 milioane de poziții. Rezolvarea Pyraminxului a fost calculata algoritmic în totalitate, fiind necesare maximum 11 răsuciri fără considerarea vârfurilor. Incluzându-le, numărul poziților posibile se ridică la 75.582.720.
Numărul răsucirilor pentru rezolvarea Pyraminxului (neglijând vârfurile)
| n | 0 | 1 | 2  | 3   | 4    | 5    | 6     | 7      | 8      | 9      | 10   | 11 |
| - | - | - | -- | --- | ---- | ---- | ----- | ------ | ------ | ------ | ---- | -- |
| p | 1 | 8 | 48 | 288 | 1728 | 9896 | 51808 | 220111 | 480467 | 166276 | 2457 | 32 |

## Recorduri
Recordul mondial actual pentru o singura rezolvare a Pyraminxului este de 0,91 de secunde, deținut de Dominik Górny din Polonia la Byczy Cube Race 2018. Cel mai bun timp intermediar de 1,45 secunde este deținut de Tymon Kolasiński din Polonia, stabilit în cadrul Grudziądz Open 2019.